# Gens Màgia
Màgia (en llatí Magia) va ser una gens plebea romana, originaria de la Campània, d'una de les cases més distingides de Càpua, durant la Segona Guerra Púnica.
Cap dels seus membres va estar vinculat a cap de les altes magistratures de l'estat romà. L'únic cognomen que van utilitzar va ser el de Chilo o Cilo (Quiló o Ciló).
Alguns personatges destacats d'aquesta família va ser:
- Deci Magi, polític de Càpua durant la Segona Guerra Púnica.
- Gneu Magi, polític de Càpua.
- Minaci Magi Asculanense, militar romà.
- Publi Magi, tribú de la plebs el 87 aC.
- Luci Magi, legat de Gai Flavi Fímbria i sertorià.
- Numeri Magi, praefectus fabrum el 49 aC.
- Luci Magi (Lucius Magius), un retòric romà, casat amb una filla de l'historiador Titus Livi.[2]
- Magi Cèler Vel·leià, legat de Tiberi.